# 富士山麓
富士山麓（ふじさんろく、Fuji-Sanroku）は、キリンディスティラリーが製造し、麒麟麦酒（2代目）が販売しているウイスキーの銘柄であり、登録商標である。
かつては実売価格900円程度の廉価ウイスキーである富士山麓 樽熟50°（ふじさんろく たるじゅくごじゅうど）と、実売価格15,000円程度のプレミアムウイスキーである富士山麓 シングルモルト18年（ふじさんろく シングルモルトじゅうはちねん）、先述の富士山麓 樽熟50°の後継に当たる富士山麓 樽熟原酒50°（ふじさんろく たるじゅくげんしゅごじゅうど）が存在していたが、2019年10月現在は希望小売価格5,500円（税込）のプレミアム・ブレンデッドノンエイジウイスキーの富士山麓 Signature Blend（ふじさんろく シグニチャーブレンド）のみが販売されている。
富士山麓 樽熟50°（終売済み）や富士山麓 樽熟原酒50°（終売済み）、そして2018年8月21日より一般販売を開始した現行商品の富士山麓 Signature Blendは全国どこでも比較的入手しやすいものの、富士山麓 シングルモルト18年（終売済み）に関してはその高額故スーパーマーケットや百貨店で見つけることはほぼ皆無で、主に富士御殿場蒸溜所、および「DRINX」での限定販売が中心となっていた。

## 富士山麓 樽熟50° → 富士山麓 樽熟原酒50°
富士山麓 樽熟50°は,キリンディスティラリー富士御殿場蒸留所で醸造されたウイスキーを用いたモルトウイスキーとグレーンウィスキーをブレンドして作られたブレンデッドウイスキー。2005年9月に発売が開始された。アルコール度数（アルコール分）は50度（50%）。
一時期のウイスキーブームが去った後、ウイスキー業界は低迷を続けた。その際、「キリンの顔になる次世代のウイスキーを作る」というテーマと、「ウイスキー本来の香りと味わいを持つ、本格的なウイスキーを低価格で」という目標で製作された。
2016年3月22日に富士山麓 樽熟原酒50°と改訂され、「ノンチルフィルタード製法」が採用された。容量は600mlから700mlに変更となり、4.0Lペットボトルは廃止された。しかしキリンは2018年11月28日、同社の国産ウイスキー事業で売り上げの30%以上を占めるなど主力商品となったものの、想定を超える需要があり、ウイスキーとその製造に必要なモルトウイスキーとグレーンウイスキーの各原酒の安定供給が難しくなったという理由のため2019年3月下旬の出荷分を以って店頭在庫切れになり次第、終売することを明らかにした。後継商品はなく、2020年5月より同社から発売されたワールド・ブレンデッドウイスキーの陸 -Riku-が事実上の代替商品となる。

## 富士山麓 シングルモルト18年
キリンの富士御殿場蒸留所で醸造されたウイスキーを18年以上熟成させた原酒を用いたシングルモルトウイスキーで上記の富士山麓 樽熟50°と同じく2005年9月より発売を開始した。パッケージも富士山麓 樽熟50°と比べて高級志向で作られており、栓にコルクが使われていたり、シュリンクフィルムも1つ1つ巻かれた上に手作業で空気除去が行われていた。また、キャニスターの外箱も用意されていた。2015年5月をもって販売終了。

## 富士山麓 Signature Blend
この銘柄のブレンドは2017年時点における麒麟麦酒のマスターブレンダーである田中城太が手がけた。ウィスキーは一般的に原酒や熟成条件によって最も状態が良くなる熟成期間が異なり、それを過ぎると劣化を始める。本品は最も良い状態に熟成されたと判断されたものをブレンドして製造していると謳われている。2017年4月27日より富士御殿場蒸留所、および「DRINX」専売品として販売されていた。2018年8月21日からは販路を広げて日本全国での販売が開始された。

## ラインアップ（2019年5月現在）
- 現行品
  - 富士山麓 Signature Blend 700ml瓶（2017年4月 - 、アルコール度数50%）

- 終売品
  - 富士山麓 樽熟50° 600ml瓶（2005年9月 - 2016年3月、アルコール度数50%）
  - 富士山麓 樽熟50° 4.0Lペットボトル（2005年9月 - 2016年3月、アルコール度数50%）
  - 富士山麓 シングルモルト18年 700ml瓶（2005年9月 - 2015年5月、アルコール度数43%）
  - 富士山麓 樽熟原酒50° 700ml瓶（2016年3月 - 2019年3月、アルコール度数50%）